# Mercedes-Benz O-400
O Mercedes-Benz O-400 foi um modelo de ônibus construído no Brasil pela Mercedes-Benz do Brasil de 1994 a 2004, sendo nos primeiros três anos como monobloco. Seu antecessor e o O-371 e seu sucessor é o O-500.
No princípio, o O-400 era idêntico aos antecessores O-370 e O-371, sem mudança alguma na mecânica nos primeiros modelos. Com isso, eram um espécie de trilogia. Porém, na sua última geração recebeu motor experimental OM-447 LA. O modelo tinha sua frente e sua parte traseira formadas por fibra de vidro, a diferença de seu antecessor que era principalmente ferro, sendo somente os para-choques dianteiro e traseiro de fibra de vidro.
Apesar de ter sido produzido até 2004 como antecessor do O-500, ambos foram produzidos juntos por quase três anos.

## Modelos
Todos os modelos fabricados da série O-400
| Modelo          | Chassi    | Motor                | Caixa de câmbio | Eixo dianteiro | Eixo traseiro                |
| --------------- | --------- | -------------------- | --------------- | -------------- | ---------------------------- |
| O 400 UP        | 664.025-3 | OM 449 A             | S 6-90          | VO 4/13 DL-7   | HO4/01 DL-10; HO 7/01 DL-10  |
| O 400 R         | 664.105-3 | OM 449 A             | S 6-1550        | VO 4/13 DL-7   | NR 4/12 DL-6; HO 4/01 D-10   |
| O 400 RS        | 664.126-3 | OM 447 LA            | S 6-1550        | VO 4/13 DL-7   | HO 4/01 DL-10; HO 4/01 DL-10 |
| O 400 RSL       | 664.188-3 | OM 447 LA            | S 6-1550        | VO 4/13 DL-7   | HO 4/01 DL-7                 |
| O 400 RSD       | 664.198-3 | OM 447 LA            | S 6-1550        | VO 4/13 DL-7   | HO 4/01 DL-10; NR 4/12 DL-6  |
| O 400 UP        | 664.206-1 | OM 449 A             | 5 HP 500        | VO 4/13 DL-7   | HO 7/01 DL-10                |
| O 400 RS        | 664.211-1 | OM 447 LA            | S 6-1550        | VO 4/13 DL-7   | HO 4/01 DL-10                |
| O 400 RS Buggy  | 664.221-1 | OM 447 LA            | S 6-1550        | VO 4/13 DL-7   | HO 4/01 DL-10                |
| O 400 RSE Buggy | 664.231-1 | OM 447 LA; OM 457 LA | S 6-1550        | VO 4/13 DL-7   | HO 4/01 DL-10                |
| O 400 RSD Buggy | 664.238-1 | OM 447 LA; OM 457 LA | S 6-1550        | VO 4/13 DL-7   | HO 4/01 DL-10; NR 4/12 DL-6  |
| O 400 RSD       | 664.239-1 | OM 447 LA            | S 6-1550        | VO 4/13 DL-7   | HO 4/01 DL-10; NR 4/12 DL-6  |
| O 400 UP        | 664.240-1 | OM 449 A             | S 6-90          | VO 4/13 DL-7   | HO 7/01 DL-10                |
| O 400 UPA       | 664.290-1 | OM 449 LA            | VOITH D 863     | VO 4/13 DL-7   | HO 7/01 DL-10; NR 4/24 DL-10 |